# 克穆克穆縣

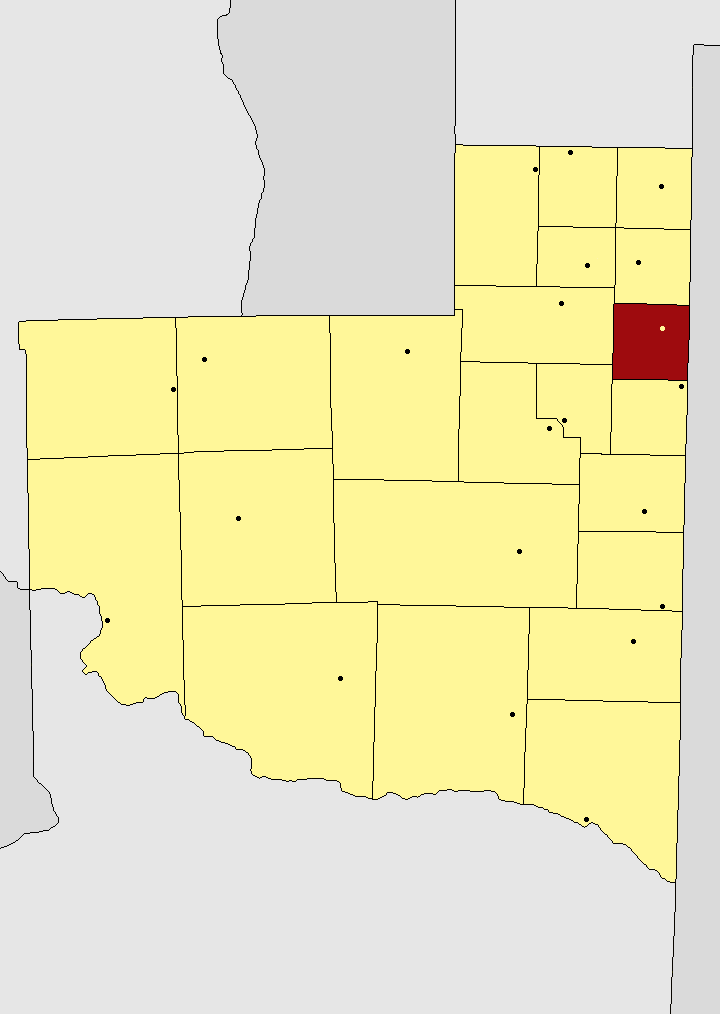

36°3′16″S 63°33′58″W / 36.05444°S 63.56611°W
克穆克穆縣（西班牙語：Departamento Quemú Quemú），是阿根廷的縣份，位於該國中部拉潘帕省，首府設於克穆克穆，該縣份面積2,557平方公里，2010年人口8,663，人口密度每平方公里3.4人。